# Party in the U.S.A.
"Party in the U.S.A." je pjesma američke pjevačice Miley Cyrus. Pjesmu su napisali Dr. Luke, Claude Kelly i  Jessica Cornish, a producirao ju je Dr. Luke. Pjesmu je 11. kolovoza 2009. izdala izdavačka kuća Hollywood Records kao prvi singl s Cyrusinog prvog EP-a The Time of Our Lives. Pjesma prvotno nije bila pisana za Cyrus, ali su tekstopisci pjesme promijenili stihove i prilagodili Cyrus. Stihovi opisuju Cyrusino preseljenje iz  Nashville, Tennessee u Hollywood, California.
"Party in the U.S.A." je imala i kritički i komercijalni uspjeh, dosegnuvši top 10 u 8 zemalja. U SAD pjesma je dostigla na drugo mjesto, što je najveći uspjeh Cyrus na američkoj listi Billboard Hot 100 i šesti najprodavaniji digitalni singl 2009.